# Фалкон Хајтс (Тексас)
Фалкон Хајтс (енгл. Falcon Heights) насељено је место без административног статуса у америчкој савезној држави Тексас.

## Демографија
По попису из 2010. године број становника је 53, што је 282 (-84,2%) становника мање него 2000. године.
| Група             | 2000.       | 2010.      |
| Белци             | 17 (5,1%)   | 3 (5,7%)   |
| Афроамериканци    | 0 (0,0%)    | 0 (0,0%)   |
| Азијати           | 0 (0,0%)    | 0 (0,0%)   |
| Хиспаноамериканци | 318 (94,9%) | 50 (94,3%) |
| Укупно            | 335         | 53         |